# Tigertail
Pour plus de détails, voir Fiche technique et Distribution.
Tigertail est un film américain réalisé par Alan Yang, sorti en 2020.

## Synopsis
Pin-Jui a perdu son père à l'âge de 1 an et sa mère l'a envoyé auprès de ses grands-parents, agriculteurs à Huwei à l'ouest de Taïwan. Il rencontre une jeune fille d'une riche famille, Yuan Lee. Devenus adultes, ils se retrouvent et tombent amoureux.
Le film est raconté par flashbacks depuis le point de vue de Pin-Jui désormais âgé et immigré aux États-Unis.

## Fiche technique
- Titre : Tigertail
- Réalisation : Alan Yang
- Scénario : Alan Yang
- Photographie : Nigel Bluck
- Montage : Daniel Haworth
- Production : Poppy Hanks, Charles D. King, Kim Roth et Alan Yang
- Société de production : MACRO et Netflix
- Société de distribution : Netflix
- Pays :  États-Unis
- Genre : Drame
- Durée : 91 minutes
- Dates de sortie : 10 avril 2020 (Netflix)

## Distribution
- Tzi Ma : Pin-Jui
- Christine Ko : Angela
- Hong-Chi Lee : Pin-Jui jeune
- Yo-Hsing Fang : Yuan jeune
- Fiona Fu : Zhenzhen
- Joan Chen : Yuan
- Yang Kuei-Mei : Minghua
- James Saito : Hank
- Hayden Szeto : Eric
- Cindera Che : Peijing
- Muyi Chen : Chih-hao
- Zhi-Hao Yang : Pin-Jui enfant
- Hai-Yin Tsai : Yuan enfant
- Lynn Cheng : Angela enfant
- Li Li Pang : Yunxia

## Accueil
Le film a reçu un accueil favorable de la critique. Il obtient un score moyen de 65 % sur Metacritic.